# Villa Teuffel

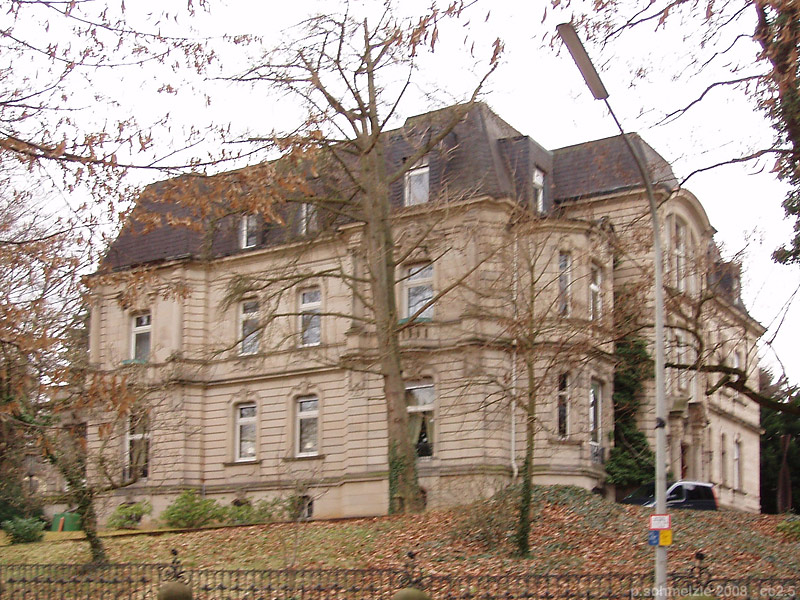
Villa Teuffel in Heilbronn

Portal-Abschluss mit Laternen, entworfen und ausgeführt von Fa. August Stotz und Söhne (Foto von 1910)

Die Villa Anna Teuffel steht an der Bismarckstraße 48 in Heilbronn und wurde in den Jahren 1901/02 von Ernst Walter und Karl Luckscheiter für Anna Teuffel, Witwe des Bankiers Emil Teuffel (* 7. September 1844; † 12. April 1900) erbaut. Die Villa ist ein denkmalgeschütztes Gebäude und ein Beispiel für den Neobarock, eine Variante des späten Historismus. 

## Beschreibung
Der Profanbau mit zweieinhalb Stockwerken ist ein Gebäude mit Walmdach und Gauben. Die Gebäudeecken mit ihren Fenster- und Türbrüstungen sind leicht abgeschrägt und abgerundet. Das Portal weist Säulen mit einem aufgesprengten Segmentbogen auf, das darüberliegende Treppenhaus besitzt eine weiträumige Verglasung. Ernst Bader malte die Villa aus. Das ursprüngliche schmiedeeiserne Eingangstor zum Grundstück schuf der Kunstschmied August Stotz. Der im Jugendstil ausgeführte schmiedeeiserne Gartenzaun blieb erhalten.

## Geschichte
1950 gehörte das Gebäude den Erben von Wilhelm Cavallo. Darin untergebracht waren Einrichtungen der amerikanischen Besatzungsmacht, das Amt für Besatzungsleistungen und die Vertriebsstelle der Neuen Zeitung. 1961 war die Villa im Besitz des Fabrikanten Fritz Weipert, der darin noch zwei Wohnungen sowie eine Fahrerwohnung vermietet hatte.